# General Lázaro Cárdenas, Durango
General Lázaro Cárdenas är en ort i Mexiko.   Den ligger i kommunen Durango och delstaten Durango, i den centrala delen av landet, 800 km nordväst om huvudstaden Mexico City. General Lázaro Cárdenas ligger 1 924 meter över havet och antalet invånare är 188.
Terrängen runt General Lázaro Cárdenas är kuperad västerut, men österut är den platt. Runt General Lázaro Cárdenas är det ganska tätbefolkat, med 60 invånare per kvadratkilometer. Närmaste större samhälle är Victoria de Durango, 8,4 km öster om General Lázaro Cárdenas. Trakten runt General Lázaro Cárdenas består till största delen av jordbruksmark.